# Eric Bergquist (konstnär, 1910-1978)
Carl Eric Arnold Bergquist, född 15 februari 1910 i Sankt Johannes församling i Malmö, död 4 januari 1978 i Slottsstaden, Malmö, var en svensk konstnär.
Bergquist studerade vid Skånska målarskolan i Malmö. Hans konst består av cirkusmotiv, stilleben och landskapsmålningar i olja eller tempera. Bergquist är begravd på Limhamns kyrkogård i Malmö.